# Ecuación de Born-Landé
La ecuación de Born-Lande es una forma de calcular la energía de red de un compuesto iónico cristalino. En 1918, Max Born y Alfred Landé propusieron que la energía de red se podría derivar del potencial electrostático de la red iónica y un término de energía potencial repulsiva.
| Símbolo                            | Nombre | Valor      | Unidad     |
| ---------------------------------- | --- | ---------- | ---------- |
| {\displaystyle E}                  | Energía de red de un compuesto iónico |            | J          |
| {\displaystyle N_{\rm {A}}}        | Constante de Avogadro |            |            |
| {\displaystyle M}                  | Constante de Madelung, relacionada con la geometría del cristal                                                                                          |            |            |
| {\displaystyle z^{+}}              | Número de carga del catión |            |            |
| {\displaystyle z^{-}}              | Número de carga del anión |            |            |
| {\displaystyle e}                  | Carga elemental | 1.6022E-19 | C          |
| {\displaystyle \varepsilon _{0}}   | Permitividad del vacío |            |            |
| {\displaystyle 4\pi \epsilon _{0}} | | 1.112E-10  | C2 / (J m) |
| {\displaystyle r_{0}}              | Distancia al ion más cercano |            | m          |
| {\displaystyle n}                  | Exponente de Born, un número entre 5 y 12, determinado experimentalmente mediante la medición de la compresibilidad del sólido, o derivado teóricamente. |            |            |

## Derivación
La red iónica se modela como un conjunto de esferas duras elásticas que se comprimen entre sí por la atracción mutua de las cargas electrostáticas de los iones. Estos alcanzan la distancia de equilibrio observada separadamente debido a una repulsión de equilibrio de corto alcance.

### Potencial electrostático
El potencial electrostático, {\displaystyle E_{c}}, entre un par de iones de carga igual y opuesta es la siguiente:
| Símbolo                            | Nombre                     | Valor      | Unidad     |
| ---------------------------------- | -------------------------- | ---------- | ---------- |
| {\displaystyle E_{c}}              | Potencial electrostático   |            |            |
| {\displaystyle z^{+}}              | Número de carga del catión |            |            |
| {\displaystyle z^{-}}              | Número de carga del anión  |            |            |
| {\displaystyle e}                  | Carga elemental            | 1.6022E-19 | C          |
| {\displaystyle \varepsilon _{0}}   | Permitividad del vacío     |            |            |
| {\displaystyle 4\pi \epsilon _{0}} |                            | 1.112E-10  | C2 / (J m) |
| {\displaystyle r_{0}}              | Distancia de separación    |            |            |